# Kirche Zinnowitz
Die Kirche Zinnowitz ist ein aus dem Ende des 19. Jahrhunderts stammendes Kirchengebäude in Zinnowitz im Landkreis Vorpommern-Greifswald in Mecklenburg-Vorpommern.

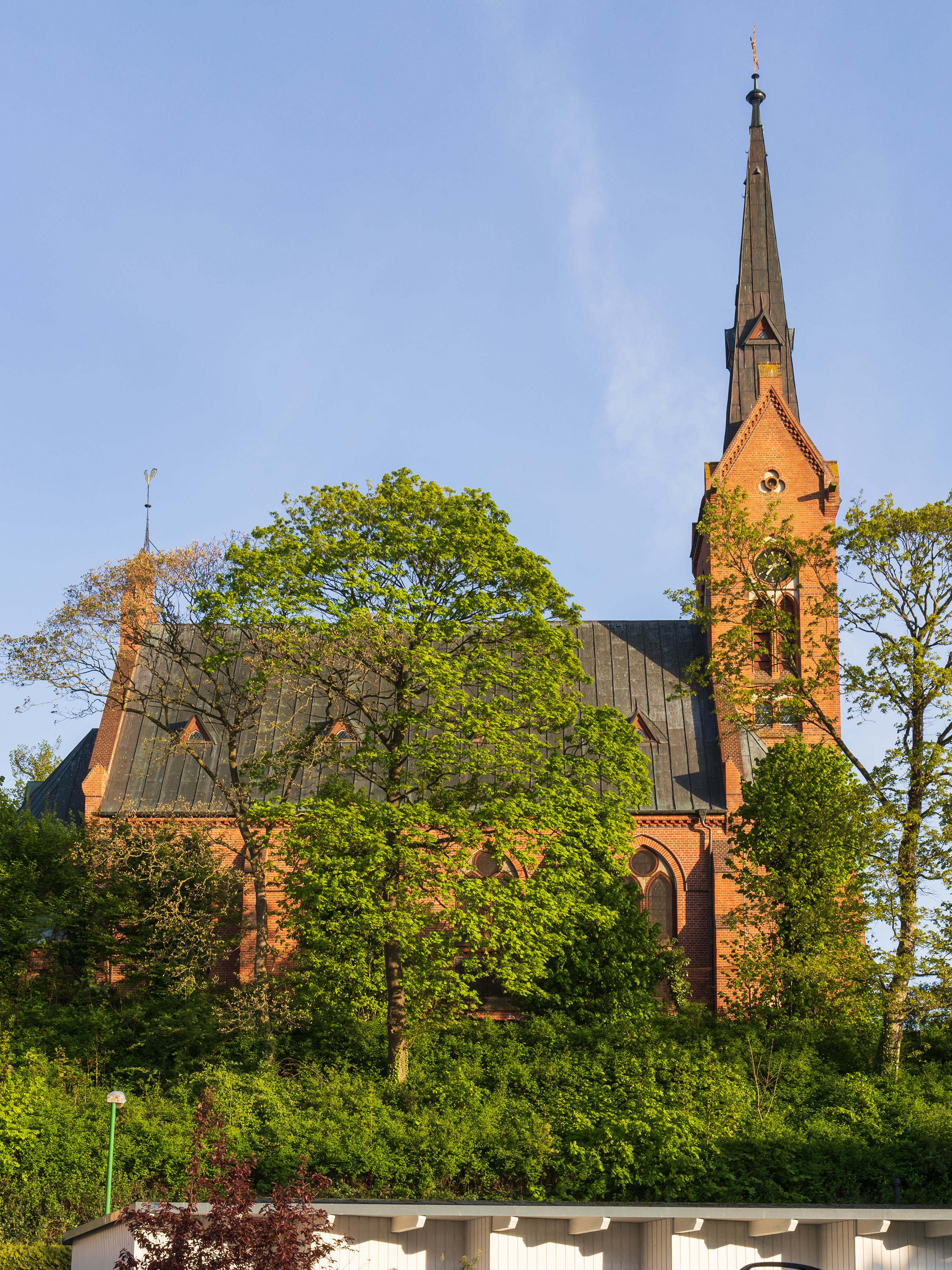
Kirche in Zinnowitz (2024)

## Geschichte
Das heutige Zinnowitz wurde 1750 von König Friedrich II. dem Großen in der Nähe der Siedlung Tzys (Zitz) gegründet. Schon 1309 wird dieser alte Ort unter den Besitzungen des Klosters Krummin als Schenkung des Herzogs Bogislaw IV. genannt.
Zitz lag südlich vom heutigen Zinnowitz, auf dem Acker Alt-Sitz, dem heutigen Friedhof.
In den Jahren 1495 und 1496 ist in Zitz eine Kapelle bezeugt, die der Himmelskönigin Maria geweiht war. Sie lag auf dem sogenannten Marienberg, einem Hügel auf der Ostseite des Zisberges. Von dieser Anhöhe hat man einen guten Überblick über das Achterwasser und kann die Landstraße bis Koserow bequem einsehen. Die Lage der Kapelle machte damals ihre Bedeutung als Küstenstation für die Boddenfischerei deutlich. Als Wegestation für die Insel Usedom und besonders als Wallfahrtsort kann die Kapelle 1496 urkundlich belegt werden. Auch hier geben die Chronisten des 16. Jahrhunderts eine Geschichte über einen offensichtlich mit dieser Kapelle in Zusammenhang stehenden Brauch der umwohnenden Landbevölkerung zum Besten. Danach sollen zum Dreikönigstag die Bauern nachts den Heiligen Drei Königen mit Kerzen und Lichtern geleuchtet haben. Dies sei erst durch den ersten evangelischen Herzog Philipp I. nach der Reformation verboten worden.
Nach der Aufhebung der zum Kloster Krummin gehörenden Marienkapelle mit Abschaffung der katholischen Bräuche um 1560 wird sie bei der 1581 durchgeführten Visitation nicht mehr erwähnt.
Heute zählt das Seebad Zinnowitz zu den bekanntesten Badeorten auf der Insel Usedom.

## Baugeschichte
Mit der Entwicklung Zinnowitz zum Badeort ab 1880 benötigte die wachsende Kirchgemeinde eine eigene Kirche.
Den Bauplatz auf einer Anhöhe im Ort bekam die Gemeinde von dem Berliner Staatssekretär von Jacobi geschenkt. Zur Finanzierung gründete man ein eigenes Baukomitee, welches sich um die Sammlung von Spenden bemühte. 66 000 Mark kamen durch Spenden und die Provinzialkirche zusammen, der preußische Staat beteiligte sich mit einem Gnadengeschenk von 8 000 Mark.
Die Baupläne stammten von den Architekten Franck und Hoßfeld aus Berlin. Der ausführende Baumeister Ramm kam aus Zinnowitz. Mit dem Bau wurde am 19. April 1894 begonnen, die Grundsteinlegung erfolgte am 15. Juli 1894. Der Kirche war nach einjähriger Bauzeit am 1. Juli 1895 vollendet und konnte am 16. Juli 1895 feierlich eingeweiht werden.
Durch Spenden konnten 1955 zwei neue Glocken in den Turm gebracht und der Innenraum renoviert werden. Von 1980 bis 1983 erfolgte dann eine umfassende innere Restaurierung. Nach einer Schwammsanierung wurde bis 1990 das gesamte Kirchendach und der Turm mit Kupfer neu eingedeckt. 1997 konnte eine Heizung eingebaut werden.
Heute gehört das Kirchengebäude, jedoch ohne Grundstück, der evangelischen Kirche.

### Das Äußere
Der neugotische Backsteinbau mit eingezogenem fünfseitigen Chorschluss und rechteckigem Westturm wurde 1895 errichtet.
Der hoch aufragende Turm mit den zurückgesetzten Anbauten wird von zwei Treppentürmchen flankiert. Die Nord- und Südseite des Turms sind mit Dreiecksgiebeln versehen.
Am Westportal befindet sich als Haupteingang ein großes spitzbogiges Eingangsportal mit Säulen in der Laibung, Archivolten im Bogen und darübergesetzter Giebelarchitektur. Das runde Blendfeld mit symmetrisch angeordneten großen und kleinen Okuli ist als Bekrönung des Zugangs an der Turmfront.
Die Längsseiten des Langhauses werden durch vier abgetreppte Strebepfeiler in gleich große Abschnitte mit zweiteiligen Spitzbogenfenstern gegliedert. Der Chor ist von Strebepfeilern umgeben, die Zwischenfelder sind mit drei zweiteiligen Spitzbogenfenstern versehen. Der Ostgiebel des Langhauses mit seinen gestaffelten Spitzbogenblenden betont die Chorapsis.
Beiderseits des Chors befinden sich rechteckige Anbauten.
Mit ihrem regelmäßig gemauerten Ziegelwerk erweist sich die Zinnowitzer Kirche als ein Bau aus dem 19. Jahrhundert, welcher der Tradition der regionalen Backsteingotik angepasst worden ist.

### Das Innere
An den kleinen Vorraum im Turmuntergeschoss schließt sich ein breit gelagerter Saal als Langhaus an. Auf einer Achse mit dem Eingang öffnet sich die Chorapsis mit einem riesigen Spitzbogen, der durch seine reiche und farbliche Profilierung zur hölzernen Decke überleitet. Der Innenraum wird mit einer trapezförmigen, vierseitig gebrochenen Holzdecke geschlossen. Deren Holzkonstruktion mit Zangen und Hängesäulen und den Deckenbalken beherrscht mit den umlaufenden, auch in Holz ausgeführten Emporen, den gesamten Raumeindruck.
Die verputzten Innenwände sind hell getüncht. Die Fenstereinfassungen mit den Blenden, die gemauerten Rippen und die Einfassungen des Triumphbogens sind backsteinsichtig gehalten.
Die Zinnowitzer Kirche besitzt eine einheitliche Ausstattung aus dem 19. Jahrhundert. Die wenigen Stücke sind im Chorbereich aufgestellt. Die schlichte Altarmensa wird durch ihre Gliederung aus Ziegelsteinen dem Raumkonzept angepasst. Das Holzkreuz zeigt den gekreuzigten Christus und ist mit den Evangelistensymbolen an den Kreuzarmen versehen.

### Kanzel
Links am Chorbogen steht die Kanzel mit dem sechseckigen Kanzelkorb über einem hohen Kanzelfuß. Die Ornamentik in den Feldern des Korbes sowie die Korbkanten durch geschnitzte Hängeknäufe entsprechen den gotisierenden Gestaltungsprinzipien des 19. Jahrhunderts.

### Taufstein
Die Basis des rechts vor der Apsis stehenden Taufsteins ist mit der untersten Chorstufe im Verband gemauert. Die achtseitige Kuppa ist unten eingezogen und mit kräftig profiliertem oberen Rand versehen. Vier gedrungene Säulen mit betonten Basen und Kapitellen dienen als Schaft.

### Orgel
Die mechanische Orgel wurde 1895 von den Brüdern Oswald und Paul Dinse, Orgelbauer aus Berlin-Kreuzberg gefertigt. 1958 ist sie vom Stettiner Orgelbauer Barnim Grüneberg  überholt und umgestaltet worden. Eine weitere Sanierung erfolgte 1983 durch Schuster und Sohn aus Zittau. Der Orgelbauer Wolter aus Elmshorn hatte 1993 eine Generalüberholung durchgeführt. Die Orgel besteht nach der Erweiterung aus 11 Registern, 2 Manualen und Pedal. Sie besitzt ein Zungenregister, die Oboe wurde an Stelle der Zimbel eingebaut.
Die Schauseite der Orgel wurde als Teil der Innenausstattung architektonisch gestaltet und in die Raumdekoration mit einbezogen. Der Prospekt ist zweigeteilt und vor dem großen Spitzbogen, der sich zum Turmobergeschoss öffnet, aufgestellt. Die Mitte wird bei dem Aufbau offengelassen. So kann das Licht durch die verglaste Okuli-Gruppe in den Innenraum gelangen.

### Buntglasfenster
Die drei Chorfenster bilden die einzigen buntfarbigen Akzente im Innenraum. Die Fenster im Chor und an den Seiten sind zweiteilig mit jeweils einem Rundfenster über den Bahnen unter spitzbogigen Unterfangbögen.
Die Glasmalereiausstattung erfolgte bauzeitlich.
Ornamental gestaltete Scheiben schmücken die oberen Rundfenster. Die beiden unteren Bahnen des Chorscheitelfensters sind mit szenischen Darstellungen versehen. Links ist Christus mit dem Hilferuf auf dem Schriftband HERR, hilf mir! dargestellt, rechts der in den See Genezareth sinkende Petrus mit der Antwort O, du Kleingläubiger. Inhaltlich gehören die beiden Darstellungen zusammen und geben die neutestamentliche Szene vom Wandel Jesu auf dem Wasser wieder.
Die seitlichen Chorfenster sind als Rautenverglasung mit umlaufender Blatt-Blüten-Bordüre, die Rundfenster als farbliche Variation des Mittelfensters gestaltet, so auch die Fenster im Kirchenschiff.
Die Westrosette ist mit drei Okuli in den Zwickeln geschmückt. In dem durch gestaffelte Randstreifen abgesetzten inneren Ring erscheint eine Sechspassrosette auf rotem Grund mit blühenden Blumen in den Bögen. Unter den äußeren Passbögen sieht man Blüten und Blätter der Passionsblume in Grisaillemalerei.
Die Glasmalereien befinden sich nach einer teilweisen Neuverbleiung und Ergänzung durch den Glasermeister Heinz Kuhl aus Züssow in gutem Erhaltungszustand.

### Glocken
Aus der Erbauungszeit ist noch eine Bronzeglocke erhalten geblieben. Zwei Glocken wurden in beiden Weltkriegen zu Kriegszwecken eingeschmolzen, auch die beiden 1925 gegossenen Glocken. 1955 wurden zwei neue Stahlgußglocken angeschafft.

## Gemeinde
Die evangelische Kirchengemeinde Krummin – Karlshagen – Zinnowitz mit Pfarrsitz in Zinnowitz gehört seit 2012 zur Propstei Pasewalk im Pommerschen Evangelischen Kirchenkreis der Evangelisch-Lutherischen Kirche in Norddeutschland. Bis 1926 wurde Zinnowitz von der Krumminer Kirche betreut und erhielt erst 1927 eine eigene Pfarrstelle. Von 1946 bis 1974 war Zinnowitz Sitz des Superintendenten des Kirchenkreises Usedom. Ab 1979 kam die bis dahin eigenständige Pfarrstelle in Netzelkow mit Lütow und Neuendorf auf der benachbarten Halbinsel Gnitz hinzu.
Zum Pfarramt Zinnowitz gehören die Orte Zinnowitz (mit Kirche), Lütow, Netzelkow (mit St. Marien), Neuendorf, Krummin (mit St. Michel), Karlshagen (mit Kirche), Bannemin, Mölschow, Neeberg, Peenemünde (mit Kapelle), Sauzin, Trassenheide, Zecherin und Ziemitz.